# Spectacularia vanoppenae
Spectacularia vanoppenae is een hydroïdpoliep uit de familie Dipleurosomatidae. De poliep komt uit het geslacht Spectacularia. Spectacularia vanoppenae werd in 2005 voor het eerst wetenschappelijk beschreven door Gershwin. 